# Vega Radio
Vega Radio es una radio por Internet propiedad de Vega Entertainment Group S.R.L. Fundada en noviembre de 2001 como un sitio web llamado www.vegaradio.com, Vega Radio funciona tanto como sistema de recomendación musical como radioemisora. Hoy en día reúne contenido de música dedicada al K-Pop. Vega Radio está disponible en línea, a través de dispositivos móviles y del player visible en una PC.

## Historia
En 2001, Alejandro Velázquez musicalizador de Bailando por un sueño (Argentina) creó la primera radio de internet en Argentina, en forma amateur y con una audiencia limitada a amigos y familiares. En 2005, lanzó Vega Radio en forma profesional y en 2010 incorporó 8 emisoras convirtiéndose rápidamente en un medio de comunicación relevante en el consumo de Streaming.
En 2010 lanzó la primera radio en emitir K-Pop durante las 24 horas, siendo una de las radios precursoras de Argentina en este género y con programación propia, que rápidamente pasó a convertirse en la radio elegida por los aficionados de la cultura pop coreana hasta el día de hoy. 
En 2012 TRES VIAS S.R.L. se hizo cargo de la comercialización, pauta y marketing. Pasaron programas e invitados reconocidos como Pronto chi parla con Gino Renni y entrevistas a personajes de la actualidad argentina como Pedro Aznar , Arturo Puig, Lali Espósito, Axel, Coti, Juanes, Maxi Trusso, Pappo, Airbag, Zeta Bosio.
En la radio colaboraron destacadas figuras del mundo de la música, entre los cuales se destacaron Emmanuel Horvilleur integrante del dúo Illya Kuryaki and the Valderramas, su función fue diagramación del Ranking Top 20 Pop/Rock, Emanero colaboró en el Top 20 Hip-Hop, Javier Zuker, líder de Poncho (banda) quien colaboró en el Top 20 Electrónica.
La voz institucional de la radio es de Arturo Cuadrado, reconocido locutor de Argentina y América Latina, entre otros es la voz de National Geographic Channel (Latinoamérica), Despegar.com, La Nación (Argentina) etc.
Vega Radio, con más de 20 años de trayectoria, transmite hasta el día de hoy, en forma ininterrumpida las 24 h, los 365 del año, a través de su sitio web, plataformas digitales y en su frecuencia modulada 95.3 mhz.

## Programación
Lunes a viernes:
- 00 a 06 : Kpop Stars, de lunes a viernes a partir de la medianoche las estrellas del kpop brillan en la oscuridad.
- 06 a 12 : Acceso Kpop, estás invitado y tienes acceso a todas las áreas kpop.
- 12 a 20 : Kpop Hot Songs, los tracks más calientes del Kpop, aquí.
- 20 a 22 : Ataque Kpop, sonidos explosivos con mucho groove kpop.
- 22 a 24 : Love Doramas, en la noche suenan los éxitos de tus series coreanas favoritas.

Sábados:
- 00 a 08 : Conexión Kpop, en el finde, conectate a tus kpop idols.
- 08 a 20 : Kpop Weekend, el fin de semana a puro Kpop.
- 20 a 24 : Saturday Kpop Fever , la temperatura a full con los tracks mejor remixados en la noche del sábado.

Domingos:
- 00 a 08 : Conexión Kpop, en el finde, conectate a tus kpop idols.
- 08 a 20 : Kpop Weekend, el fin de semana a puro Kpop.
- 20 a 24 : Kpop Top 40 , Los 40 hot tracks del mundo kpop.